# 天尊
天尊本為漢語詞彙，在古代是一種對上天的敬稱，如西晉文人張華（232－300年）在其祭祀詩〈食舉東西箱樂詩〉，以「穆穆天尊，隆禮動容 」來贊天。在道教中，則是對所奉神仙中高貴者的尊稱，如「三清」元始天尊、靈寶天尊、道德天尊。
佛教傳入中國後，以世尊、天尊、天中天、眾祐等，作為薄伽梵（羅馬化：Bhagavān）一詞的對譯語，世尊（薄伽梵）在佛經中是對佛陀的敬稱，常合稱為「佛世尊」。現今，「天尊」多用於道教稱謂，而佛教多稱「世尊」或「薄伽梵」。

## 道教
道教稱神仙中高貴者為“天尊”，如《太古經注》：「天尊者，上玄至極，高明貴真，三界之主，天人之師，幽替德號之所謂也」。三清為元始天尊、靈寶天尊、道德天尊，玉皇大帝也稱玉皇天尊。雷神稱為雷聲普化天尊。此外，也有“大天尊”一詞，《西遊記》中稱玉皇大帝為“玉皇大天尊玄穹高上帝”。
南宋王契真所編《上清靈寶大法》說：「男仙高曰天尊， 女仙高曰元君」，這是以高位的男仙叫天尊，高位的女仙稱元君。

## 印度教
薄伽梵的詞源薄伽 出現於梨俱吠陀和阿闥婆吠陀，不過薄伽梵一詞並未出現在吠陀經和早期的奧義書內。中、後期的奧義書和《薄伽梵歌》，開始以薄伽梵敬稱天神，如《薄伽梵歌》中的黑天；譯入漢語時曾被譯為“天尊”、“至尊”。

## 佛教
在佛經中，薄伽梵是對佛陀的敬稱，譯作世尊，舊譯又作天尊、天中天、眾祐等，音譯為婆伽婆、薄伽梵（「伽」或作「迦」字），是佛陀十號之一，又常合稱為「佛世尊」。
一些早期的佛教譯經（如支謙、康僧會等）將薄伽梵意譯為“天尊”，意即天上世界至尊之聖。後來因「天尊」一詞道教亦在使用，且具道教色彩，佛教改用「世尊」一詞代替「天尊」；玄奘則採用音譯，新譯爲“薄伽梵”。
後世普遍以世尊尊稱佛，而以天尊尊稱道教極尊之神，如元始天尊、靈寶天尊、道德天尊、太乙天尊等。
在佛典中，天尊亦可能用為其他梵語詞彙的對譯語，用來表示敬稱。如《俱舍論》中諸小國王對金輪王說：「唯願天尊親垂教勅」（tān devaḥ samanuśāstu），這裡是以天尊作為deva敬稱用法（相當於「陛下」）的對譯語。

## 基督教
唐朝傳入中國的景教曾用“天尊”作為基督教的神耶和華的翻譯，即阿羅訶，見於《序聽迷詩所經》等。